# 甘国屏
甘国屏（1944年—），男，湖南岳阳人，中华人民共和国政治人物，原国家工商行政管理总局党组副书记、副局长，中华全国工商业联合会原副主席，国务院参事室特约研究员。